# Astrid Heese
Astrid Heese est une gymnaste artistique est-allemande.

## Palmarès

### Championnats du monde
- Budapest 1983
  -  médaille de bronze au concours par équipes
- Rotterdam 1987
  -  médaille de bronze au concours par équipes

### Championnats d'Europe
- Göteborg 1983
  -  médaille d'argent à la poutre